# Pavillon des Quatre Vents
Pour les articles homonymes, voir Quatre vents.
Le Pavillon des Quatre Vents est une petite construction ouverte de plan carré avec quatre piliers, couverte en lauze et qui dépendait du château de Monbaly, datant probablement du XVIIIe siècle
Depuis 1983, l'édifice est situé sur le territoire de la commune de Villefontaine, en Isère, alors qu'il était initialement situé sur celle de Roche, dans le même département. Cette construction est labellisée « Patrimoine en Isère ».

## Situation et description

### Situation
Le pavillon des Quatre-Vents domine le site de l'étang neuf, face au quartier des Fougères au niveau de la partie orientale du territoire de la commune de Villefontaine mais non loin du territoire de la commune voisine de Vaulx-Milieu. Il est situé sur une ligne de crète dépendait autrefois du château de Montbaly.

### Description
L'édifice située sur une hauteur, se présente sous la forme d'une petite construction de plan carré surmontée d'un toit à quatre pans dits à l'impériale. Sa toiture, sans charpente, est couverte de lauzes et repose sur une coupole portée par quatre grands piliers d'angle réunis par des arcs en plein cintre retombant sur des sortes de petits chapiteaux constitués de pierres plates superposées. La coupole intérieure est enduite à la chaux.

## Historique

### Origine mystérieuse

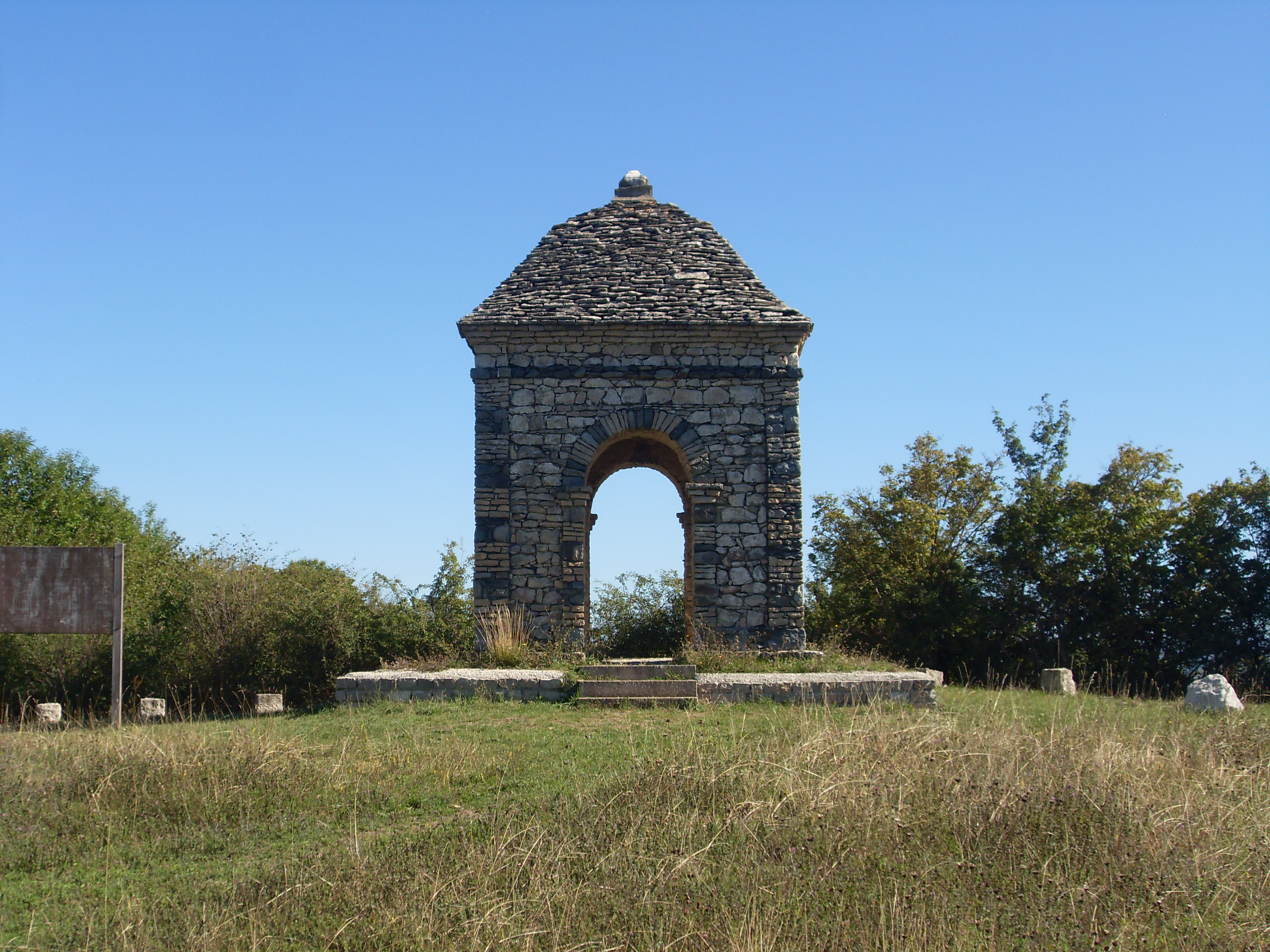
Autre vue du Pavillon

Le pavillon des Quatre  Vents est généralement présenté comme une énigme historique au niveau architectural car aucun texte connu ne fait référence à la date, voire à l'époque de sa construction. 
Plusieurs hypothèses ont cependant été avancées. Si on évoque une origine médiévale, l'édifice pourrait être lié à la commanderie voisine du Temple de Vaulx (Domus Templi de Vault), laquelle était un relais pour des pèlerins. Il pourrait simplement avoir servi de dépendance d'agrément ou encore de pavillon de chasse, bâti au XVIIIe siècle.
L’ancien propriétaire, le général René Chambe, dans son ouvrage Le Cor de Monsieur de Boismorand rappelle que lors des nombreuses chasses à courre organisées sur le domaine, le pavillon était utilisé comme caisse de résonance pour les différentes sonneries de cors. En effet sa structure en ogive ouverte sur quatre côtés jouait un rôle d’amplificateur naturel. Le livre évoque également sa découverte, alors qu'il était enfant, d'un collier de dents humaines reliées par une chaînette de métal.

### Le collier des Quatre Vents
Le jeune René Chambe évoque sa découverte à son père, lequel marque un net intérêt pour cette trouvaille qu’il suppose être très ancienne et celui-ci, le fait parvenir l’objet au musée des Antiquités Nationales à St Germain en Laye où il est doctement daté de l’âge du bronze. En fait, ce collier, ne semble pas, vu le style de la chaînette et sa faible oxydation, être très ancien. Il s'agirait en fait d'une sorte de "carte de visite" d'un arracheur de dents ambulant qui aurait sévi dans le secteur au XIXe siècle. Hypothèse confirmée par le responsable du musée dentaire de Lyon.

### Patrimoine communal
En 1983, les élus de Roche, à l'instar de plusieurs autres communes du Syndicat Communautaire d'Agglomération Nouvelle (SCANIDA) ont décidé de quitter la Ville Nouvelle, abandonnant une partie de son territoire, à proximité du hameau de Saint-Bonnet-de-Roche, à la commune voisine de Villefontaine (territoire qui deviendront les quartiers de Buisson-Rond et des Fougères et sur lequel se situe le pavillon des Quatre Vents).
En 2004, la fille de l’ancien propriétaire du domaine le donne à la commune de Villefontaine.